# Famille Claret de Fleurieu
Pour les articles homonymes, voir Claret et Fleurieu.
La famille Claret de Fleurieu est une famille subsistante de la noblesse française originaire du Lyonnais. Famille de la noblesse de robe, anoblie par l'échevinage de Blaise Claret en 1687, elle fut notamment illustrée par Charles-Pierre, comte de Fleurieu (1738-1810), ministre de la Marine sous Louis XVI et membre de l'Institut
Cette famille est membre de l'Association d'entraide de la noblesse française depuis 1955.

## Personnalités
- Jacques-Annibal Claret de La Tourrette (1692-1776), Président de la cour des monnaies et prévôt des marchands de Lyon, secrétaire perpétuel de l'Académie de Lyon pour la classe des Belles-lettres[2] ;
- Marc-Antoine Claret de La Tourrette (1729-1793), botaniste français, membre de l'Académie de Lyon ;
- Charles-Pierre Claret de Fleurieu (1738-1810), officier de marine, ministre de la Marine, membre de l'Institut ;
- Pierre Claret de Fleurieu (1896-1976), officier, aviateur et entrepreneur français.
- Georges Claret de Fleurieu (1915-1977), officier,  chevalier de la légion d’honneur, croix de guerre 1939-1940, chargé de mission militaire pour les affaires allemandes au conseil interallié à Berlin en mars 1945, conseiller référendaire de première classe le 27 mai 1958 à la cour des Comptes.[réf. nécessaire]
- Agnès Claret de Fleurieu (1945), haut-fonctionnaire, ancienne élève de l'ENA, Membre de la section Droit et économie Inspectrice générale de l’Equipement (h) Ancienne Présidente de la section juridique et sociale au Conseil général des Ponts et Chaussées, commandeur de la légion d’honneur[réf. nécessaire]
- Sylvain Claret de Fleurieu, écrivain, auteur de "1939-1945, la guerre à Nantes en couleurs", Editions d'Orbestier.[réf. nécessaire]

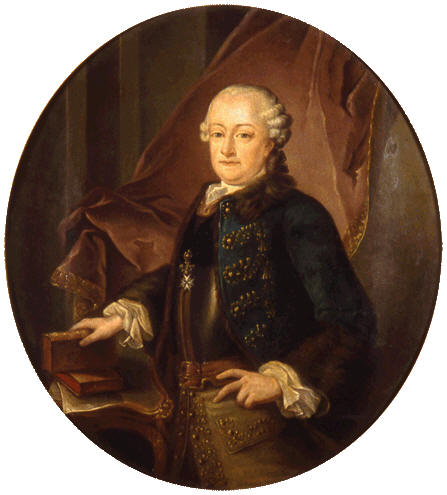
Charles-Pierre Claret de Fleurieu (1738-1810).

## Châteaux et demeures
La famille de Fleurieu a possédé les demeures suivantes : le château de La Tourette, le château de Laye, le château de Saint-Germain-lès-Buxy, le château de Dangeul, le château de Longsard, le château de Marzac.

## Alliances
Les principales alliances de la famille de Fleurieu jusqu'au XXe siècle furent : Fayard des Avenières, Sanson de Sansal, Clapperon de Millieu, de Seguins-Pazzis d'Aubignan, Baudenet d'Annoux, de Grasset, Nobel, de Forton, de Martène, de Roffignac de Carbonnier de Marzac, de Monspey, Henrys d'Aubigny d'Esmyards, de Galwey, de Froissard de Broissia, de La Roche-Nully, de Miribel, de Varennes Bissuel de Saint-Victor, de Colbert-Turgis, etc.

## Postérité
- la péninsule Fleurieu, ainsi nommée en l'honneur de Charles Pierre Claret, comte de Fleurieu (1738-1810).
- la rue de Fleurieu, dans le 2e arrondissement de Lyon.

### Ouvrages généraux
- Pierre Jacquet, « Un botaniste lyonnais méconnu du dix-huitième siècle : Marc-Antoine Claret de La Tourrette (1729-1793) », Bulletin mensuel de la Société linnéenne de Lyon, 1999, 68 (4), p. 77-84.
- Bory, « Éloge de M. de Fleurieu », in Antoine-François Delandine, Manuscrits de la bibliothèque de Lyon ou notices sur leur ancienneté, 1776.
- Aimé de la Rohe, Almanach astronomique et historique de la ville de Lyon et des provinces, 1787, p. 88
- Christian Bange, Louis David et Dominique Saint-Pierre (dir.), « Claret de Fleurieu de La Tourrette, Marc Antoine (1729-1793) », dans , éd. ASBLA de Lyon, mars 2017, 1 369 p., p. 327-329.

### Autres sources
- Site de la famille Claret de Fleurieu : http://s.claretdefleurieu.free.fr/